# Drosophila austroheptica
Drosophila austroheptica är en tvåvingeart som beskrevs av Tsaur och Lin 1991. Drosophila austroheptica ingår i släktet Drosophila och familjen daggflugor.
Artens utbredningsområde är Taiwan.